# Мангаль, Мартен Жозеф
Мартен Жозеф Мангаль (фр. Martin-Joseph Mengal; 27 января 1784, Гент — 4 июля 1851, там же) — бельгийский валторнист, композитор, дирижёр и музыкальный педагог.

## Биография
Сын музыканта, с детства играл на скрипке и валторне, в 12-летнем возрасте начал сочинять, в 13 лет занял место первого валторниста Гентской оперы. С 1804 г. учился в Парижской консерватории у Фредерика Дювернуа (валторна) и Шарля Симона Кателя (композиция), однако значительную часть времени проводил в составе военных оркестров, участвовавших в наполеоновских походах. Брал также уроки у Антонина Рейхи.
С 1812 г. играл на валторне в оркестре Театра Фейдо. Поставил три собственные оперы: «Ночь в замке» (фр. Une nuit au Château; 1818), «Остров Бабилари» (фр. L'île de Babilary; 1819) и «Неверные» (фр. Les Infidèles; 1823), все три на либретто Поля де Кока. Пользовался покровительством Талейрана.
В 1825 г. вернулся в Нидерланды, дирижировал оперными оркестрами в Генте, Антверпене, Гааге, написал и поставил ещё несколько опер. В 1835 г. основал Гентскую консерваторию и руководил ею до смерти. Наиболее значительным учеником Мангаля был Франсуа Огюст Геварт.